# Powiat proszowicki
Powiat proszowicki – powiat w Polsce (województwo małopolskie), utworzony w 1999 roku w ramach reformy administracyjnej. Jego siedzibą są Proszowice.
Według danych z 31 grudnia 2019 roku powiat zamieszkiwały 43 222 osoby. Natomiast według danych z 30 czerwca 2020 roku powiat zamieszkiwało 43 160 osób.

## Podział administracyjny
W skład powiatu wchodzą:
- gminy miejsko-wiejskie: Proszowice, Nowe Brzesko, Koszyce
- gminy wiejskie: Koniusza, Pałecznica, Radziemice
- miasta: Proszowice, Nowe Brzesko, Koszyce

| Gmina                       | Ludność       | Powierzchnia         |
| --------------------------- | ------------- | -------------------- |
| Proszowice (w tym miasto)   | 16 424 (5984) | 100 km² (7,21 km²)   |
| Nowe Brzesko (w tym miasto) | 5741 (1621)   | 54,53 km² (7,26 km²) |
| Koszyce (w tym miasto)      | 5618 (769)    | 65,96 km² (3,25 km²) |
| Koniusza                    | 9006          | 88,5 km²             |
| Pałecznica                  | 3656          | 47,95 km²            |
| Radziemice                  | 3440          | 57,85 km²            |
| Razem                       | 43 057        | 414,57 km²           |

## Historia
1954–1972

Powiat proszowicki został powołany 1 października 1954 roku w województwie krakowskim, jako jeden z pierwszych powiatów utworzonych po wprowadzeniu gromad w miejsce dotychczasowych gmin (29 września 1954) jako podstawowych jednostek administracyjnych PRL. Na powiat proszowicki złożyły się 1 miasto i 24 gromady, które wyłączono z trzech ościennych powiatów (w praktyce gromady te należały do tych powiatów przez zaledwie dwa dni):
- z powiatu miechowskiego (woj. krakowskie):
  - miasto Proszowice
  - gromady Biórków Wielki[5], Brzesko Nowe[6], Dobranowice, Glewiec, Igołomia, Karwin, Klimontów, Koniusza, Kowala, Makocice[7], Mniszów, Niegardów, Ostrów, Pałecznica, Pieczonogi, Radziemice, Smoniowice, Śmiłowice, Wawrzeńczyce i Wierzbno
- z powiatu krakowskiego (woj. krakowskie)[8]:
  - gromady Czulice i Wyciąże[8][9]
- z powiatu pińczowskiego (woj. kieleckie):
  - gromady Bobin i Kościelec (zmiana przynależności wojewódzkiej)

1 stycznia 1956 roku gromady Czulice i Wyciąże powróciły do powiatu krakowskiego, natomiast do powiatu proszowickiego przyłączono gromady Łętkowice i Waganowice z powiatu miechowskiego. 31 grudnia 1961 roku zniesiono gromady Dobranowice (włączono do gromad Wawrzeńczyce, Brzesko Nowe i Kowala) i Mniszów (do gromad Brzesko Nowe i Kowala). 1 stycznia 1969 roku zniesiono gromadę Śmiłowice a jej obszar włączono do gromady Nowe Brzesko.
1973–1975

Po zniesieniu gromad i reaktywacji gmin 1 stycznia 1973 roku powiat proszowicki podzielono na 1 miasto i 8 gmin:
- miasto Proszowice
- gminy Igołomia-Wawrzeńczyce, Kościelec[14], Niegardów[15], Nowe Brzesko, Pałecznica[16], Proszowice, Radziemice i Wierzbno[17]

1975–1998

Po reformie administracyjnej obowiązującej od 1 czerwca 1975 roku terytorium zniesionego powiatu proszowickiego zostało włączono do nowego województwa miejskiego krakowskiego; jedynie gmina Pałecznica znalazła się w nowym (mniejszym) województwie kieleckim.
W 1976 roku zniesiono cztery gminy:
- 15 stycznia – gminę Kościelec[19]
- 1 lipca – gminę Pałecznica[20] (weszła w skład dychotomicznej gminy Racławice-Pałecznica)
- 2 lipca – gminy Niegardów i Wierzbno[21]

Gmina Pałecznica została odtworzona 2 kwietnia 1991 roku.
1999 do dziś

W wyniku reformy administracyjnej z 1999 roku powiat przywrócono w województwie małopolskim, lecz w innym kształcie niż zniesiony w 1975 roku:
- gminę Igołomia-Wawrzeńczyce przyłączono do powiatu krakowskiego
- gmin Kościelec, Niegardów i Wierzbno nie reaktywowano[22].
- miasto i gminę Proszowice połączono 1 stycznia 1992 roku we wspólną gminę miejsko-wiejską[24]
- powiat proszowicki zwiększył się natomiast o:
  - gminę Koszyce (do 1954 roku w powiecie pińczowskim w woj. kieleckim, w latach 1973–1975 w powiecie kazimierskim w tymże województwie, a następnie w „małym” woj. kieleckim do końca 1998 roku)
  - gminę Koniusza (do 1954 roku w powiecie miechowskim w woj. krakowskim, odtworzonej 2 lipca 1976 roku w woj. miejskim krakowskim[21] – tamże do 1998 roku)

## Demografia

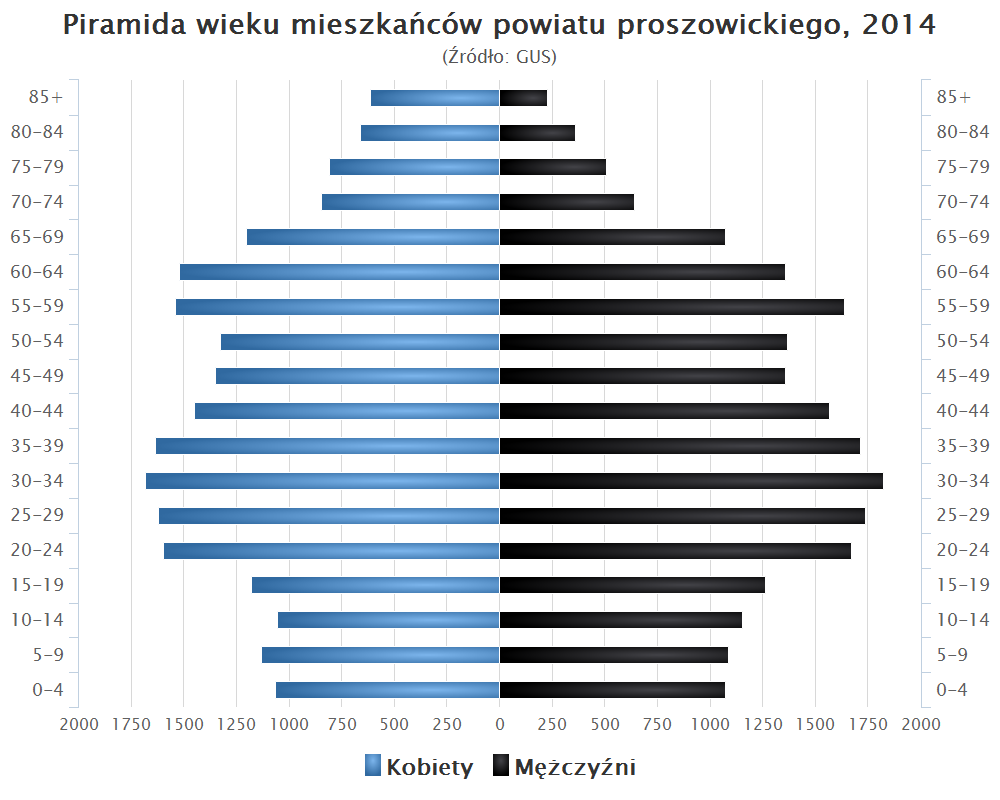
Piramida wieku mieszkańców powiatu proszowickiego w 2014 roku

Liczba ludności (dane z 30 czerwca 2005):
|        | Ogółem | Ogółem | Kobiety | Kobiety | Mężczyźni | Mężczyźni |
| osób   | %      | osób   | %       | osób    | %         |           |
| ------ | ------ | ------ | ------- | ------- | --------- | --------- |
| Ogółem | 43 561 | 100    | 22 098  | 50,73   | 21 463    | 49,27     |
| Miasto | 6187   | 14,20  | 3263    | 7,49    | 2924      | 6,71      |
| Wieś   | 37 374 | 85,80  | 18 835  | 43,24   | 18 539    | 42,56     |

▶Wieś vs ▶miasto
Ogółem (▶k, ▶m)
Miasto (▶k, ▶m)
Wieś (▶k, ▶m)

## Transport

### Drogowy
Najważniejszym odcinkiem komunikacyjnym, położonym na południu powiatu proszowickiego jest droga krajowa nr 79, łącząca drogę ekspresową S2 w Warszawie (Ursynów) z DK94 w Bytomiu. Przez tereny powiatu biegną również drogi wojewódzkie o następującym przebiegu:.
1. 768 Jędrzejów (DK78) - Działoszyce - Skalbmierz - Kazimierza Wielka - Koszyce (DK79)  - Brzesko (DK75)
2. 775 Słomniki - Proszkowice - Nowe Brzesko - Ispina
3. 776 Kraków (DK79) - Proszowice - Kazimierza Wielka - Wiślica - Busko-Zdrój

Na północy powiatu, na granicy z powiatem kazimierskim, przebiega droga wojewódzka nr 783 relacji Olkusz (DK94) - Skalbmierz (DW786). Również na wschodzie od powiatu zlokalizowana jest, budowana droga ekspresowa S7, a na południu autostrada A4 łącząca Jędrzychowice (na granicy niemieckiej) z Korczową (na granicy ukraińskiej), przebiegająca m.in. Legnicę, Wrocław, aglomerację Katowicką, Kraków oraz Rzeszów.
Powiat posiada 43 drogi powiatowe.

## Administracja i samorząd
Siedzibą władz powiatu są Proszowice. Organem uchwałodawczym samorządu jest Rada Powiatu Proszowickiego, w której skład wchodzi 17 radnych. Rada wybiera organ wykonawczy, którym jest Zarząd Powiatu Proszowickiego składający się z 4 członków. Na czele zarządu stoi Starosta Proszowicki.
Urząd Starosty Proszowickiego od 1999 r. sprawowali:
- Krzysztof Wilk (1999–2002)
- Bogusław Nowak (2002–2006)
- Zbigniew Wójcik (2006–2014)
- Grzegorz Pióro (2014–2021)
- Krystian Hytroś (2021–2024)
- Wojciech Rzadkowski (od 2024)

## Religia
- Kościół rzymskokatolicki 17 parafii.
- Świadkowie Jehowy zbory w Proszowicach i Majkowicach (gm. Nowe Brzesko).

## Użytkowanie terenu
Powiat o charakterze rolniczym, w okolicy żyzne gleby:
- użytki rolne stanowią 88,8% powierzchni powiatu
- lasy i tereny leśne stanowią zaledwie 1,6% powierzchni powiatu; stopień zalesienia waha się w poszczególnych gminach od 0,4% (Gmina Pałecznica) do 3,8% (Gmina Koszyce).

## Sąsiednie powiaty
- powiat brzeski
- powiat bocheński
- powiat kazimierski (świętokrzyskie)
- powiat krakowski
- Kraków (miasto na prawach powiatu)
- powiat miechowski
- powiat tarnowski